# Philipp Petzschner
Philipp Petzschner (Bayreuth, 24 maart 1984) is een Duits tennisser. Hij is prof sinds 2001. Hij kwam in 2008 voor het eerst de top 100 binnen en in 2009 voor het eerst de top 50. Zijn hoogste plaats op de ATP-ranglijst is de 35e, die hij behaalde op 14 september 2009.
Petzschner schreef in zijn carrière één enkeltoernooi en vijf herendubbeltoernooien op zijn naam, waaronder het herendubbelspel op Wimbledon in 2010 en de US Open in 2001. In het enkelspel won hij ook één challenger en twee futurestoernooien. Zijn beste resultaat in het enkelspel op een grandslamtoernooi is de derde ronde.

## Carrière

### Jaarverslagen

#### Jeugd
Petzschner begon met tennis spelen toen hij vier jaar oud was. Dit kwam doordat zijn vader een tennisschool bezat. Tijdens zijn jeugd waren Goran Ivanišević en Stefan Edberg zijn idolen.

#### 2001-2003
Petzschner werd proftennisser in 2001. Hij speelde van 2001 tot en met 2003 nog hoofdzakelijk futurestoernooien, met af en toe ook een challenger. In 2003 speelde hij zijn eerste match op ATP-niveau op het ATP-toernooi van 's-Hertogenbosch, waar hij in de eerste ronde werd geklopt door Sébastien Grosjean. In september boekte hij zijn eerste zege op ATP-niveau. Hij versloeg in de eerste ronde van het ATP-toernooi van Metz de Fransman Anthony Dupuis en haalde er ook zijn eerste ATP-kwartfinale.

#### 2004-2007
De periode van 2004 tot en met 2007 bracht Petzschner voornamelijk op het futures- en challengercircuit door. In augustus 2004 won hij zijn eerste challenger in het herendubbel en in november 2006 haalde hij zijn eerste challengerfinale, die hij verloor van Ernests Gulbis. In 2006 maakte Petzschner zijn grandslamdebuut in het dubbelspel, op Roland Garros, en in 2007 maakte hij zijn grandslamdebuut in het enkelspel, op de US Open, waar hij via de kwalificaties de hoofdtabel haalde. Petzschner haalde er de tweede ronde. In oktober 2007 won hij zijn eerste challenger in het enkelspel, in Rennes.

#### 2008-2009
In de eerste twee maanden van 2008 haalde Petzschner twee challengerfinales. In juni haalde hij de hoofdtabel op Wimbledon en bereikte hij de tweede ronde. In het dubbelspel had hij echter meer succes, want hij haalde de kwartfinale, iets wat hij overdeed op de US Open. Eind september haalde hij de kwartfinale in Bangkok, maar zijn grootste succes kwam er in oktober, toen hij als qualifier het ATP-toernooi van Wenen won. Hij versloeg Stanislas Wawrinka, 's werelds nummer 10 in de eerste ronde en Gaël Monfils in de finale. Door deze overwinning kwam Petzschner ook voor het eerst de top 100 binnen. Op dat toernooi haalde hij ook de dubbelfinale, maar die verloor hij samen met de Oostenrijker Alexander Peya van Maks Mirni en Andy Ram in twee sets. Hij sloot het jaar voor het eerst af binnen de top 100, op plaats 66.
In januari 2009 nam Petzschner voor het eerst deel aan de Australian Open. Hij verloor in de eerste ronde. Petzschner was vervolgens twee maanden weg van het circuit door een stressfractuur. Op Roland Garros deed hij een ronde beter en op Wimbledon nog een. Door zijn derde ronde op Wimbledon kwam Petzschner voor het eerst de top 50 binnen. Op de US Open verloor hij in de tweede ronde. Op 14 september bereikte hij met een 35e plaats zijn hoogste plaats op de ATP-ranglijst. Zijn beste resultaat na de US Open was een kwartfinale in Metz, maar in oktober viel hij weer terug uit de top 50 omdat hij zijn titel in Wenen niet verdedigde. Petzschner sloot 2009 af op de 80e plaats.

#### 2010
Ook in 2010 werd Petzschner in de eerste ronde van de Australian Open uitgeschakeld. In februari haalde hij de halve finales in Zagreb en Memphis. In Zagreb won hij ook zijn eerste ATP-dubbeltoernooi. Na een derde ronde op de Masters van Miami kwam hij in april weer de top 50 binnen. In mei haalde hij de halve finale in München, maar op Roland Garros verloor hij in de openingsronde. Het grasseizoen verliep goed met een halve finale in Halle en een derde ronde op Wimbledon, die hij verloor van de uiteindelijk winnaar Rafael Nadal. In het dubbelspel daarentegen boekte hij het grootste succes van zijn carrière. Petzschner en zijn partner Jürgen Melzer wonnen het herendubbelspel op Wimbledon door in de finale het duo Robert Lindstedt-Horia Tecău te verslaan. Petzschner werd zo de tweede Duitser, na Michael Stich, die een grandslamtitel in het dubbelspel won. Door de overwinning steeg Petzschner op de dubbelranglijst van de 60e naar de 23e plaats. In juli haalde hij ook nog de dubbelfinale in Stuttgart. De rest van de zomer kende hij geen grote successen. Op de US Open haalde hij de tweede ronde. De US Open was ook meteen zijn laatste toernooi van het jaar, omdat hij in september een blessure aan de rechterenkel opliep. Aan het einde van het jaar nam hij samen met Jürgen Melzer deel aan de dubbelspel op de ATP World Tour Finals. Het duo won een van zijn drie groepswedstrijden en werd dus uitgeschakeld in de groepsronde. Petzschner sloot het jaar af op plaats 57.

#### 2011
Petzschner startte het jaar matig in het enkelspel met onder andere een verlies in de openingsronde van de Australian Open. In het dubbelspel was hij succesvoller, want hij haalde er met zijn partner Jürgen Melzer de kwartfinale. Verder haalde hij in het voorjaar de kwartfinale in Dubai, de halve finale in München en de finale in Halle, waarin hij tegen zijn landgenoot Philipp Kohlschreiber moest opgeven. In mei maakte hij deel uit van het Duitse team dat de World Team Cup in Düsseldorf won. Op Roland Garros en Wimbledon verging het hem dan weer minder goed, met verlies in de tweede en eerste ronde respectievelijk. In het dubbelspel haalde hij betere resultaten met onder andere twee toernooiwinsten: in Rotterdam in februari en in Stuttgart in juli. In april bereikte hij voor het eerst de top 10 in het herendubbelspel. Ook na Wimbledon verging het Petzschner niet zo goed in het enkelspel. Vaak werd hij vroeg in de toernooien uitgeschakeld, zoals op de US Open, waar hij verloor in de tweede ronde. In het dubbelspel echter boekte hij met Melzer zijn tweede grandslamtitel. Het duo won de US Open door het Poolse duo Mariusz Fyrstenberg en Marcin Matkowski met tweemaal 6-2 te verslaan in de finale. Deze overwinning bezorgde het duo alweer een ticket voor de ATP World Tour Finals, waar Melzer en Petzschner net zoals het jaar ervoor in de groepsronde bleven na één overwinning in drie groepswedstrijden. Petzschner sloot 2011 af op de 63e plaats van de ATP-ranglijst in het enkelspel en op plaats 10 in het dubbelspel.

### Davis Cup
Petzschner speelde zijn eerste Davis Cup voor Duitsland in 2007 in een duel tegen Rusland in de halve finale van de Wereldgroep. Hij speelde in 2007, 2008 en 2011 voor het Duitse Davis Cupteam. In totaal speelde Petzschner drie enkelmatchen, waarvan hij er twee won, en vijf dubbelmatchen, waarvan hij er drie won.

## Palmares
| Legenda                       | Legenda               |
| ----------------------------- | --------------------- |
| Grand Slam                    |                       |
| Olympische Spelen             |                       |
| tot 2009                      | vanaf 2009            |
| Tennis Masters Cup            | ATP Finals            |
| ATP Masters Series            | ATP Tour Masters 1000 |
| ATP International Series Gold | ATP Tour 500          |
| ATP International Series      | ATP Tour 250          |

### Enkelspel
| Nr.                  | Datum          | Toernooi     | Ondergrond | Tegenstander in finale | Score            | Details  |
| -------------------- | -------------- | ------------ | ---------- | ---------------------- | ---------------- | -------- |
| Gewonnen finales     |                |              |            |                        |                  |          |
| 1.                   | 6 oktober 2008 | ATP Wenen    | Hardcourt  | Gaël Monfils           | 6-4, 6-4         | Details  |
| Verloren finales     |                |              |            |                        |                  |          |
| 1.                   | 12 juni 2011   | ATP Halle    | Gras       | Philipp Kohlschreiber  | 6-7, 0-2, opgave | Details  |
| 2.                   | 23 juni 2012   | ATP Rosmalen | Gras       | David Ferrer           | 3-6, 4-6         | Details  |
| Gewonnen challengers |                |              |            |                        |                  |          |
| 1.                   | 8 oktober 2007 | Rennes       | Hardcourt  | Gilles Müller          | 6-3, 6-4         | 6-3, 6-4 |

### Dubbelspel
| Nr.                              | Datum            | Toernooi        | Ondergrond    | Partner         | Tegenstanders in finale              | Score               | Details             |
| -------------------------------- | ---------------- | --------------- | ------------- | --------------- | ------------------------------------ | ------------------- | ------------------- |
| Gewonnen finales herendubbel     |                  |                 |               |                 |                                      |                     |                     |
| 1.                               | 7 februari 2010  | ATP Zagreb      | Hardcourt     | Jürgen Melzer   | Arnaud Clément Olivier Rochus        | 6-3, 3-6, 10-8      | Details             |
| 2.                               | 3 juli 2010      | Wimbledon       | Gras          | Jürgen Melzer   | Robert Lindstedt Horia Tecău         | 6-1, 7-5, 7-5       | Details             |
| 3.                               | 7 februari 2011  | ATP Rotterdam   | Hardcourt     | Jürgen Melzer   | Michaël Llodra Nenad Zimonjić        | 6-4, 3-6, 10-5      | Details             |
| 4.                               | 11 juli 2011     | ATP Stuttgart   | Gravel        | Jürgen Melzer   | Marcel Granollers Marc López         | 6-3, 6-4            | Details             |
| 5.                               | 29 augustus 2011 | US Open         | Hardcourt     | Jürgen Melzer   | Mariusz Fyrstenberg Marcin Matkowski | 6-2, 6-2            | Details             |
| 6.                               | 19 oktober 2014  | ATP Wenen       | Hardcourt (i) | Jürgen Melzer   | Andre Begemann Julian Knowle         | 7-6(6), 4-6, [10-7] | Details             |
| 7.                               | 23 juli 2017     | ATP Båstad      | Gravel        | Julian Knowle   | Sander Arends Matwé Middelkoop       | 6-2, 3-6, [10-7]    | Details             |
| 8.                               | 17 juni 2018     | ATP Stuttgart   | Gras          | Tim Pütz        | Robert Lindstedt Marcin Matkowski    | 7-6(5), 6-3         | Details             |
| Verloren finales herendubbel     |                  |                 |               |                 |                                      |                     |                     |
| 1.                               | 12 oktober 2008  | ATP Wenen       | Hardcourt     | Alexander Peya  | Maks Mirni Andy Ram                  | 6-1, 7-5            | Details             |
| 2.                               | 12 juli 2010     | ATP Stuttgart   | Gravel        | Christopher Kas | Carlos Berlocq Eduardo Schwank       | 6-7(5), 6-7(6)      | Details             |
| 3.                               | 8 januari 2012   | ATP Brisbane    | Hardcourt     | Jürgen Melzer   | Maks Mirni Daniel Nestor             | 1-6, 2-6            | Details             |
| 4.                               | 9 januari 2016   | ATP Doha        | Hardcourt     | Alexander Peya  | Feliciano López Marc López           | 4-6, 3-6            | Details             |
| 5.                               | 14 februari 2016 | ATP Rotterdam   | Hardcourt (i) | Alexander Peya  | Nicolas Mahut Vasek Pospisil         | 6-7(2), 4-6         | Details             |
| 6.                               | 27 februari 2016 | ATP Acapulco    | Hardcourt     | Alexander Peya  | Treat Huey Maks Mirni                | 6-7(5), 3-6         | Details             |
| 7.                               | 30 april 2017    | ATP Barcelona   | Gravel        | Alexander Peya  | Florin Mergea Aisam-ul-Haq Qureshi   | 4-6, 3-6            | Details             |
| Gewonnen challengers herendubbel |                  |                 |               |                 |                                      |                     |                     |
| 1.                               | 16 augustus 2004 | Mönchengladbach | Gravel        | Christopher Kas | Karsten Braasch Franz Stauder        | 3-6, 6-2, 7-6(4)    | 3-6, 6-2, 7-6(4)    |
| 2.                               | 15 november 2004 | Eckental        | Tapijt        | Christopher Kas | Daniele Bracciali Petr Luxa          | 6-4, 7-6(5)         | 6-4, 7-6(5)         |
| 3.                               | 31 januari 2005  | Wolfsburg       | Tapijt        | Alexander Peya  | Aisam-ul-Haq Qureshi Lovro Zovko     | 6-2, 6-4            | 6-2, 6-4            |
| 4.                               | 16 mei 2005      | Dresden         | Gravel        | Christopher Kas | Bart Beks Martijn Van Haasteren      | 6-7(2), 6-2, 6-4    | 6-7(2), 6-2, 6-4    |
| 5.                               | 3 oktober 2005   | Bergen          | Gravel        | Christopher Kas | Tomáš Cibulec Tom Vanhoudt           | 7-6(4), 6-2         | 7-6(4), 6-2         |
| 6.                               | 7 november 2005  | Eckental        | Tapijt        | Christopher Kas | Torsten Popp Jasper Smit             | 6-3, 7-5            | 6-3, 7-5            |
| 7.                               | 23 januari 2006  | Heilbronn       | Tapijt        | Christopher Kas | Lukáš Dlouhý David Škoch             | 6-7(2), 6-3, 10-4   | 6-7(2), 6-3, 10-4   |
| 8.                               | 20 februari 2006 | Besançon        | Hardcourt     | Christopher Kas | Jean-Claude Scherrer Lovro Zovko     | 6-2, 6-2            | 6-2, 6-2            |
| 9.                               | 17 april 2006    | Cardiff         | Hardcourt     | Alexander Peya  | Filip Prpic Bjorn Rehnquist          | 4-6, 6-3, 10-7      | 4-6, 6-3, 10-7      |
| 10.                              | 3 september 2007 | Donetsk         | Hardcourt     | Simon Stadler   | Patrick Briaud Nicholas Monroe       | 3-6, 7-5, 10-6      | 3-6, 7-5, 10-6      |
| 11.                              | 8 oktober 2007   | Rennes          | Hardcourt     | Björn Phau      | Filip Polášek Igor Zelenay           | 6-2, 6-2            | 6-2, 6-2            |
| 12.                              | 29 oktober 2007  | Aken            | Tapijt        | Alexander Peya  | Dominik Meffert Mischa Zverev        | 6-3, 6-2            | 6-3, 6-2            |
| 13.                              | 5 november 2007  | Eckental        | Tapijt        | Alexander Peya  | Philipp Marx Lars Uebel              | 6-3, 6-4            | 6-3, 6-4            |
| 14.                              | 18 februari 2008 | Besançon        | Hardcourt     | Alexander Peya  | Yves Allegro Horia Tecău             | 6-3, 6-1            | 6-3, 6-1            |
| 15.                              | 27 april 2009    | Tenerife        | Hardcourt     | Alexander Peya  | James Auckland Joshua Goodall        | 6-2, 3-6, 10-4      | 6-2, 3-6, 10-4      |
| 16.                              | 17 maart 2013    | Dallas          | Hardcourt     | Jürgen Melzer   | Eric Butorac Dominic Inglot          | 6-3, 6-1            | 6-3, 6-1            |
| 17.                              | 22 februari 2015 | Wrocław         | Hardcourt (i) | Tim Pütz        | Frank Dancevic Andriej Kapas         | 7-6(4), 6-3         | 7-6(4), 6-3         |
| 18.                              | 11 oktober 2015  | Bergen          | Hardcourt (i) | Ruben Bemelmans | Rameez Junaid Igor Zelenay           | 6-3, 6-1            | 6-3, 6-1            |
| 19.                              | 8 november 2015  | Eckental        | Tapijt (i)    | Ruben Bemelmans | Ken Skupski Neal Skupski             | 7-5, 6-2            | 7-5, 6-2            |
| 20.                              | 18 maart 2018    | Irving          | Hardcourt     | Alexander Peya  | Radu Albot Matthew Ebden             | 6-2, 6-4            | 6-2, 6-4            |
| 21.                              | 13 mei 2018      | Aix en Provence | Gravel        | Tim Pütz        | Guido Andreozzi Kenny De Schepper    | 6-7(3), 6-2, [10-8] | 6-7(3), 6-2, [10-8] |

## Prestatietabellen
| Legenda | Legenda                          |
| ------- | -------------------------------- |
| g.t.    | geen toernooi gehouden           |
| l.c.    | lagere categorie                 |
| –       | niet deelgenomen                 |
| G       | uitgeschakeld in de groepsfase   |
| 1R      | uitgeschakeld in de eerste ronde |
| 2R      | uitgeschakeld in de tweede ronde |
| 3R      | uitgeschakeld in de derde ronde  |
| 4R      | uitgeschakeld in de vierde ronde |
| KF      | uitgeschakeld in de kwartfinale  |
| HF      | uitgeschakeld in de halve finale |
| F       | de finale verloren               |
| W       | het toernooi gewonnen            |
| w-v     | winst/verlies-balans             |

### Prestatietabel enkelspel
Deze gegevens zijn bijgewerkt tot en met 2 januari 2012.
| Grandslamtoernooien   |                   |                   |                   |                   |                   |                   |       |       |       |       |      |        |
| Australian Open       | –                 | –                 | –                 | –                 | –                 | –                 | 1R    | 1R    | 1R    | 2R    | –    | 1-4    |
| Roland Garros         | –                 | –                 | –                 | –                 | –                 | –                 | 2R    | 1R    | 2R    | 1R    | 1R   | 2-5    |
| Wimbledon             | –                 | –                 | –                 | –                 | –                 | 2R                | 3R    | 3R    | 1R    | 2R    | 1R   | 6-6    |
| US Open               | –                 | –                 | –                 | –                 | 2R                | –                 | 2R    | 2R    | 2R    | 2R    | 1R   | 5-6    |
| Winst-verlies         | 0-0               | 0-0               | 0-0               | 0-0               | 1-1               | 1-1               | 4-4   | 3-4   | 2-4   | 3-4   | 0-3  | 14-21  |
| ATP World Tour Finals |                   |                   |                   |                   |                   |                   |       |       |       |       |      |        |
| ATP World Tour Finals | –                 | –                 | –                 | –                 | –                 | –                 | –     | –     | –     | –     | –    | 0-0    |
| ATP Masters 1000      |                   |                   |                   |                   |                   |                   |       |       |       |       |      |        |
| Indian Wells          | –                 | –                 | –                 | –                 | –                 | –                 | –     | 2R    | 2R    | –     | 2R   | 2-2    |
| Miami                 | –                 | –                 | –                 | –                 | –                 | –                 | –     | 3R    | 3R    | –     | 4-2  |        |
| Monte Carlo           | –                 | –                 | –                 | –                 | –                 | –                 | –     | 3R    | –     | –     | –    | 2-1    |
| Rome                  | –                 | –                 | –                 | –                 | –                 | –                 | –     | –     | –     | –     | –    | 0-0    |
| Hamburg               | –                 | –                 | 1R                | –                 | –                 | –                 | l.c.  | l.c.  | l.c.  | l.c.  | l.c. | 0-1    |
| Madrid                | –                 | –                 | –                 | –                 | –                 | –                 | –     | 2R    | –     | –     | –    | 1-1    |
| Montréal/Toronto      | –                 | –                 | –                 | –                 | –                 | –                 | 3R    | 1R    | 2R    | –     | –    | 3-3    |
| Cincinnati            | –                 | –                 | –                 | –                 | –                 | –                 | 2R    | 1R    | –     | –     | –    | 1-2    |
| Shanghai              | geen Masters 1000 | geen Masters 1000 | geen Masters 1000 | geen Masters 1000 | geen Masters 1000 | geen Masters 1000 | 1R    | –     | –     | 1R    | –    | 0-2    |
| Parijs                | –                 | –                 | –                 | –                 | –                 | –                 | 1R    | –     | –     | –     | –    | 0-1    |
| Statistieken          |                   |                   |                   |                   |                   |                   |       |       |       |       |      |        |
| Totaal aantal titels  | 0                 | 0                 | 0                 | 0                 | 0                 | 1                 | 0     | 0     | 0     | 0     | 0    | 1      |
| Totaal winst-verlies  | 2-3               | 1-1               | 0-2               | 0-0               | 1-2               | 10-9              | 15-25 | 21-19 | 24-22 | 10-17 | 3-5  | 88-107 |
| Eindejaarsranking     | 327               | 394               | 307               | 307               | 184               | 66                | 80    | 57    | 63    | 115   | 206  | n.v.t. |

N.B. "l.c." = lagere categorie

### Prestatietabel dubbelspel (grand slam)
| Grandslamtoernooien   |      |      |       |       |       |       |       |      |      |      |       |       |      |         |
| Australian Open       | –    | 1R   | –     | 2R    | 3R    | KF    | 3R    | –    | –    | –    | 1R    | 1R    | –    | 8-7     |
| Roland Garros         | 1R   | –    | –     | 1R    | 1R    | 1R    | 3R    | 1R   | –    | –    | –     | 1R    | 1R   | 2-8     |
| Wimbledon             | 2R   | –    | KF    | 2R    | W     | KF    | HF    | –    | –    | HF   | –     | 2R    |      | 23-7    |
| US Open               | 2R   | –    | KF    | 1R    | 1R    | W     | 2R    | 1R   | –    | 1R   | –     | –     |      | 11-7    |
| Winst-verlies         | 2-3  | 0-1  | 6-2   | 2-4   | 8-3   | 12-3  | 9-4   | 0-2  | 0-0  | 4-2  | 0-1   | 1-3   | 0-1  | 44-27   |
| ATP World Tour Finals |      |      |       |       |       |       |       |      |      |      |       |       |      |         |
| ATP World Tour Finals | –    | –    | –     | –     | G     | G     | –     | –    | –    | –    | –     | –     |      | 1-2     |
| ATP Masters 1000      |      |      |       |       |       |       |       |      |      |      |       |       |      |         |
| Indian Wells          | –    | –    | –     | –     | –     | 2R    | –     | 1R   | –    | –    | –     | 1R    | 1R   | 1-4     |
| Miami                 | –    | –    | –     | –     | 1R    | HF    | –     | 1R   | –    | –    | KF    | KF    | –    | 7-5     |
| Monte Carlo           | –    | –    | –     | –     | –     | 2R    | –     | –    | –    | –    | –     | 1R    | –    | 0-2     |
| Madrid                | –    | –    | –     | –     | –     | –     | 2R    | –    | –    | –    | –     | –     | –    | 0-1     |
| Rome                  | –    | –    | –     | –     | –     | –     | 2R    | –    | –    | –    | –     | –     | –    | 1-1     |
| Hamburg               | –    | –    | –     | l.c.  | l.c.  | l.c.  | l.c.  | l.c. | l.c. | l.c. | l.c.  | l.c.  | l.c. | 0-1     |
| Montréal/Toronto      | –    | –    | –     | KF    | KF    | 1R    | –     | –    | –    | –    | –     | –     |      | 3-3     |
| Cincinnati            | –    | –    | –     | –     | 2R    | 2R    | 1R    | –    | –    | –    | –     | –     |      | 0-3     |
| Shanghai              | l.c. | l.c. | l.c.  | 2R    | –     | 2R    | KF    | –    | –    | –    | 1R    | –     |      | 2-4     |
| Parijs                | –    | –    | –     | –     | –     | –     | –     | –    | –    | –    | –     | –     |      | 0-0     |
| Statistieken          |      |      |       |       |       |       |       |      |      |      |       |       |      |         |
| Totaal aantal titels  | 0    | 0    | 0     | 0     | 2     | 3     | 0     | 0    | 1    | 0    | 0     | 1     | 1    | 8       |
| Totaal winst-verlies  | 7-11 | 1-2  | 17-13 | 17-21 | 22-16 | 34-26 | 21-21 | 4-7  | 5-1  | 7-11 | 15-12 | 16-16 | 4-5  | 170-165 |
| Eindejaarsranking     | 68   | 140  | 41    | 55    | 20    | 10    | 38    | 158  | 185  | 50   | 66    | 71    |      | n.v.t.  |